# Grundausbildung
In der Grundausbildung (auch: Bootcamp) einer Streitkraft werden den Ausbildungsteilnehmern, in der Regel Rekruten, grundlegende militärische Fertigkeiten in einem sozialen, technischen lokalen Prozess vermittelt.
Der Begriff ist von weitergehenden Ausbildungen zur Spezialisierung oder zur Aufnahme in Unteroffiziers- oder Offizierskorps zu unterscheiden.

## Überblick
Der kanadische Militärhistoriker Gwynne Dyer beschreibt eine Grundausbildung als Form der Konditionierung, in der die eingebundenen Personen dazu ermutigt werden, einen Teil ihrer Individualität zum Wohle ihrer Einheit aufzugeben.
Diese Definition trifft auf verschiedene Streitkräfte unterschiedlich stark zu. Während einige Ausbildungsgänge darauf abzielen, die Persönlichkeit der Rekruten so schnell wie möglich zu brechen, um sie umzugestalten, streben andere die Abschwächung des Individualismus unter Beibehaltung von zentralen Charakteristika an, um den Rekrut anpassungsfähiger an die Streitkraft zu gestalten. Die Abgrenzungen dieser beiden Vorgehensweisen sind fließend.

### Genereller Ablauf
In der Regel wird die Habe, die Rekruten bei Ankunft am Ort der Grundausbildung bei sich haben, für die Dauer der Grundausbildung konfisziert und verwahrt. Sowohl bei erfolgreichem wie auch bei vorzeitigem Ausscheiden aus der Grundausbildung erhalten sie ihr Eigentum zurück, auch wenn in einigen Streitkräften die Drohung ausgesprochen wird, dieses nur im Falle des Erfolgs zu tun. Dieses soll einen symbolischen Abschied vom zivilen Leben darstellen.
Daraufhin schließen die Rekruten in einem fest vorgeschriebenen Ablauf letzte Formalitäten und Untersuchungen ab. Nicht selten müssen sie in Ländern mit einer Freiwilligenarmee erst nach Ankunft am Ausbildungsort ein rechtswirksames Verpflichtungsdokument unterschreiben und können bis zu einem gewissen Zeitpunkt bisher verschwiegene Tatsachen, die für die Ausbildung von Bedeutung sind, straflos zur Sprache bringen. Dazu erhalten sie eine beschränkte Bedenkzeit. Neben der erhöhten Praktikabilität für die Verwaltung im Sinne der Unmittelbarkeit wird dadurch die Einberufung einem Initiationsritus angenähert.
Nach der endgültigen Verpflichtung werden den Rekruten undekorierte Uniformen sowie andere Gebrauchsgegenstände ausgehändigt. Darauf folgt die weitere Uniformierung durch einen Kurzhaarschnitt. Frauen dürfen ihre Haare meistens bis zu einer gewissen Länge gebunden tragen.

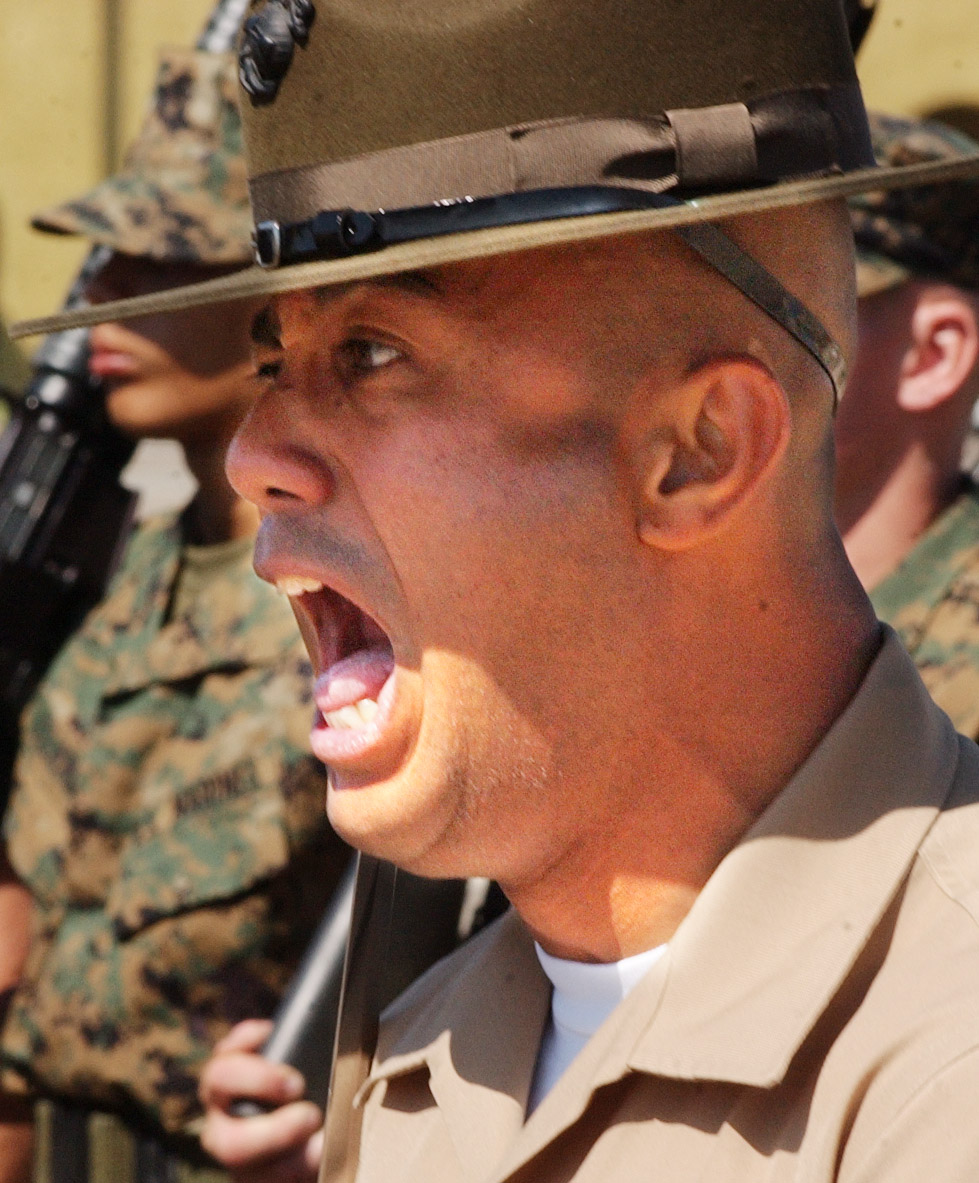
Ausbilder (Drill sergeant) beim United States Marine Corps

## Wirkung
Die beabsichtigte Wirkung einer Grundausbildung zielt auf mehrere Aspekte ab, vor allem aber auf die Psyche und die Physis der einzelnen Rekruten sowie die ihrer Gemeinschaft insgesamt.

### Physis
Meistens liegen die körperlichen Anforderungen einer Grundausbildung auf einem anspruchsvollen Niveau, mit u. a. Märschen, Biwaks, Langstreckenläufen, die im Laufe der Ausbildung und der anschließenden Rekrutenbesichtigung und der ATN-Prüfung zum Sicherungssoldaten zu bewältigen sind. Daher werden bereits bei der Rekrutierung gewisse physische Anforderungen an die Rekruten gestellt.

### Psyche
Eine psychische Beeinflussung der Rekruten ist zu ihrer Konditionierung zur Bildung einer Einheit unausweichlich. Hintergrund ist das Sicherheitsrisiko, das ein individuell veranlagter Soldat im Gefecht darstellen kann. Daher wird der neue Soldat einem Programm unterworfen, das die Disziplin fördert und ihn zum Teil einer Einheit machen soll.
Zudem kann die Ausbildung insbesondere bei berufsunerfahrenen Rekruten zu Dauerstress führen, da oftmals echte erholsame Pausen trotz zahlreicher Leerlaufphasen zwischen den Ausbildungsabschnitten selten sind.
Manche Militärs legen zudem großen Wert auf die Indoktrinierung von Korpsgeist während der Grundausbildung.